# Voie rapide R3 (Slovaquie)
La route slovaque R3 (en slovaque : Rýchlostná cesta R3) est une voie rapide qui devrait à terme relier la Frontière entre la Slovaquie et la Pologne à la Frontière entre la Slovaquie et la Hongrie en passant par Martin et Žiar nad Hronom.

## Itinéraires européens
À terme, la route formera une partie des routes européennes E58, E77 et E572.